# Snapshots (film, 2002)
Pour les articles homonymes, voir Snap shot.
Pour plus de détails, voir Fiche technique et Distribution.
Snapshots est un film dramatique américano-britanno-néerlandais réalisé par Rudolf van den Berg et sorti en 2002.
Reynolds et Christie, bien qu'en tête d'affiche, ont moins de temps à l'écran que Carmen Chaplin, qui joue le rôle d'une jeune femme en quête de découverte. L'histoire de Chaplin reflète la relation entre les personnages de Reynolds et Christie dans leur vie antérieure, qui est racontée sous forme de flashbacks.

## Synopsis
Larry J. Brodsky, un Américain expatrié, est propriétaire d'une librairie d'occasion à Amsterdam. Lorsque Aïsha, une jeune femme qui ressemble à l'amour perdu de Larry au Maroc, entre dans son magasin, Larry repense à sa vie en se remémorant son passé.

## Fiche technique
- Titre original : Snapshots[2],[3]
- Réalisation : Rudolf van den Berg
- Scénario : Michael O'Loughlin, Rudolf van den Berg
- Photographie : Gábor Szabó
- Montage : Kant Pan
- Société de production : Albion Entertainment, Cadenza Films B.V., Dune Films, Film Venture C.V., Overseas FilmGroup
- Pays de production :  Pays-Bas -  Royaume-Uni -  États-Unis
- Genre : drame
- Durée : 93 minutes
- Date de sortie : 
  - États-Unis : 21 février 2002
  - Pays-Bas : 29 août 2002

## Distribution
- Carmen Chaplin : Aïsha
- Burt Reynolds : Reverend E.F. Bolton
- Julie Christie : Nadine Bolton